# University of Illinois at Urbana-Champaign

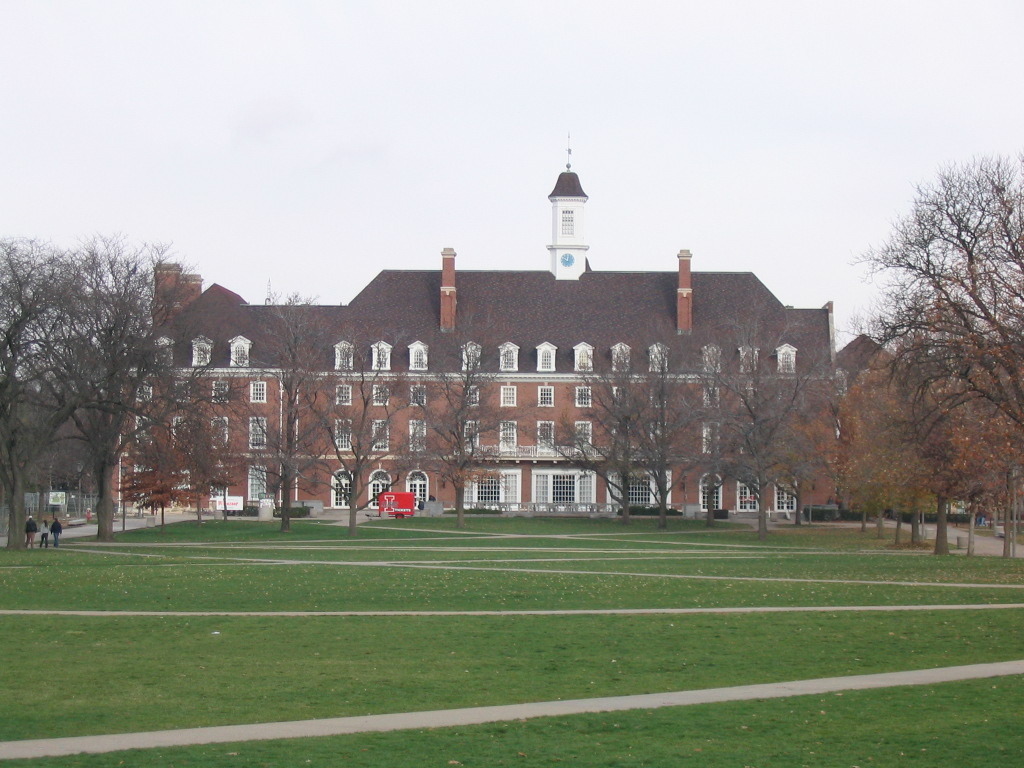
Huvudbyggnaden sett ifrån söder.

University of Illinois at Urbana-Champaign är ett forskningsuniversitet i Urbana-Champaign i Illinois, USA.